# Trofeo Ciudad de La Línea
Il Trofeo Ciudad de La Línea è un prestigioso torneo che si gioca dal 1970 a La Línea de la Concepción, città del sud della Spagna in prossimità del dominio britannico di Gibilterra.

## Albo d'oro
| Edizione | Anno      | Primo posto            | Secondo posto    | Terzo posto           | Quarto posto      |
| I        | 1970      | Valencia               | Siviglia         | San Lorenzo           | Anderlecht        |
| II       | 1971      | Rapid Vienna           | Celta Vigo       | Malaga                | Dinamo Bucarest   |
| III      | 1972      | Dukla Praga            | Sarajevo         | Granada               | Malaga            |
| IV       | 1973      | Betis                  | Belenenses       | Eintracht Francoforte | Malaga            |
| V        | 1974      | Hajduk Spalato         | Betis            | Valencia              | Unión Española    |
| VI       | 1975      | Espanyol               | Steaua Bucarest  | Siviglia              | Hajduk Spalato    |
| VII      | 1976      | Malaga                 | Valencia         | Dinamo Tbilisi        | FC Amsterdam      |
| VIII     | 1977      | Salamanca UDS          | Nacional         | Stoke City            | Cadice            |
| IX       | 1978      | Birmingham City        | Sporting Gijón   | Slovan Bratislava     | Real Saragozza    |
| X        | 1979      | Sel. Olimpica Ungheria | Monterrey        | Malaga                | Almería           |
| XI       | 1980      | Algeciras              | Linense          | Lusitano              | Kénitra           |
| XII      | 1981      | Real Madrid            | Leeds Utd        | Partizan              | Sporting Gijón    |
| XIII     | 1982      | Real Madrid            | Athletic Bilbao  | Vojvodina             | Nottingham Forest |
| XIV      | 1983      | Atlético Madrid        | Cadice           | Liverpool             | Dinamo Bucarest   |
|          | 1984      | Non disputato          | -                | -                     | -                 |
| XV       | 1985      | Barcellona             | Atlético Mineiro | Cadice                | Boavista          |
| XVI      | 1986      | Real Madrid            | Fluminense       | Nacional              | Sporting Gijón    |
| XVII     | 1987      | Spartak Mosca          | Maiorca          | -                     | -                 |
|          | 1988      | Non disputato          | -                | -                     | -                 |
| XVIII    | 1989      | Atlético Madrid        | Siviglia         | Slovan Bratislava     | Palmeiras         |
| XIX      | 1990      | Lazio                  | Real Madrid      | Peñarol               | Cadice            |
| XX       | 1991      | Barcellona             | Honvéd           | -                     | -                 |
| XXI      | 1992      | Atlético Madrid        | Flamengo         | -                     | -                 |
| XXII     | 1993      | Valencia               | Siviglia         | -                     | -                 |
| XXIII    | 1994      | Real Madrid            | PSV              | -                     | -                 |
| XXIV     | 1995      | Barcellona             | Olympique Lione  | -                     | -                 |
|          | 1996      | Non disputato          | -                | -                     | -                 |
| XXV      | 1997      | Real Valladolid        | Betis            | -                     | -                 |
| XXVI     | 1998      | Aston Villa            | Siviglia         | -                     | -                 |
| XXVII    | 1999      | Linense                | Malaga           | -                     | -                 |
| XXVIII   | 2000      | Real Madrid            | Middlesbrough    | -                     | -                 |
| XXVIX    | 2001      | Siviglia               | Malaga           | -                     | -                 |
| XXX      | 2002      | Siviglia               | Nacional         | -                     | -                 |
| XXXI     | 2003      | Siviglia               | Linense          | -                     | -                 |
| XXXII    | 2004      | Atlético Madrid        | Real Saragozza   | -                     | -                 |
| -        | 2005-2016 | Non disputato          | -                | -                     | -                 |
| XXXIII   | 2017      | Las Palmas             | Linense          | -                     | -                 |
| XXXIV    | 2018      | Cadice                 | Maiorca          | Linense               | -                 |